# Tomașivka, Fastiv
Tomașivka (în ucraineană Томашівка) este localitatea de reședință a comunei Tomașivka din raionul Fastiv, regiunea Kiev, Ucraina.

## Demografie
Componența lingvistică a localității Tomașivka
     Ucraineană (99,12%)
     Alte limbi (0,88%)
Conform recensământului din 2001, majoritatea populației localității Tomașivka era vorbitoare de ucraineană (99,12%), existând în minoritate și vorbitori de alte limbi.